# Ковалівка (Золотоніський район)
Ковалі́вка— село в Україні, у Золотоніському районі Черкаської області. Входить до складу Шрамківської сільської громади. Населення — 592 особи (на 2009 рік).
Село розташоване на річці Чумгак за 35 км від селища Драбів, на відстані 4-х км від двох залізничних станцій — Кононівка та Богданівка. Площа села — 539 га.

## Історія
Історія походження назви села відома з народних переказів та спогадів старожилів, а також архівних матеріалів яготинського князя Рєпніна. У період монгольського панування (13-14 ст), люди втікаючи від ворогів, поселялись на берегах річок Ворскли, Сули і невеликої тихої річечки Чумгак, що нині протікає біля Ковалівки. Перші поселення з'явилися десь у 30-ті роки XV століття. Тепер цей куточок села називається Жабокрюківкою. Через декілька років сюди прийшли два брати, обидва ковалі, які майстерно володіли своїм ремеслом. Звідси і пішла назва населеного пункту. За іншою версією назва села походить від прізвища козака Григорія Коваля.
-------------------------------
Виписка з книги "Шляхи, що примикають до Києва, і лінії північній частині області" В. В. Морачевського, Б. Г, Карпова та І. М. Малишевої (Розділ IX):
"К  юго-западу от  станции, в  версте, при речке Чугмаке лежит  волостное село Ковалевка, имеющее около 1700 жителей; при селе работает  небольшой пивоваренный завод  Иваненка с  1869 года."
------------------------------------
У першій половині XIX ст. село Ковалівка разом з проживаючими там християнами належало Олексію Васильовичу Капністу, приятелю Волховських з Мойсівки, Якова де Бальмена з Линовиці і Закревських з Березової Рудки - місцевих дворянських родин краю, які підтримували стосунки, не раз збиралися на спільних балах і розвагах, зокрема у маєтку в Мойсівці де з ними познайомився Тарас Шевченко.
У час революційних подій 1905–1907 років тут мали місце селянські виступи проти поміщика.
В травні-червні 1918 року діяв більшовицький партизанський загін, що вів диверсійну діяльність проти Української Держави.		 
В 1920-х роках поблизу села виник хутір Чапаївка, названий на честь Василя Чапаєва, у 1990-х рр. зниклий, будинки розібрані, а землі розорені, включаючи з могилами деяких жителів хутора (напр. Івана Яковича Корнієнка, сина Якова Потаповича Корнієнка), а також німецьких солдат, які були там поховані.
В 1935-1947 рр. село було адміністративним центром Ковалівського району.

## Репресії, розкуркулення, колективізація, голодомори 1920-1930х
Серед розкуркулених родин - родина Рябоволів.
Загинуло багато жителів села. В сусідніх селах траплялися випадки канібалізму.

## Німецько-радянська війна
Під час відступу Червоної Армії у 1941 році в окрузі було вбито і полонено багато радянських вояків. Були спроби опору наступаючим окупантам у деяких селах округи, у відповідь загарбники без жалю стріляли старих, жінок і дітей. Разом з тим спогади очевидців фіксують випадки людяного ставлення простих німецьких солдат до місцевого мирного населення.
372 уродженці села брали участь у німецько-радянська війні у складі Червоної Армії, з них 89 нагороджені орденами й медалями, 134 — загинули в боях. Їх пам'ять увічнено обеліском Слави. На могилі червоних козаків, що загинули під час відвоювання села від загарбників з заходу, споруджено пам'ятник.

## Повоєнна відбудова країни
1962 року відкрито пам'ятник Т. Г. Шевченку.
Станом на 1972 рік в селі проживало 1 180 чоловік, на території села містилася центральна садиба колгоспу імені С. М. Кірова, за яким було закріплено 1,8 тисяч га сільсьногосподарських угідь, у тому числі 1,7 тисяч га орної землі. Колгосп вирощував зернові й технічні культури, було розвинуте м'ясо-молочне тваринництво.
За радянських часів в селі працювали середня школа, де навчалося 315 учнів, будинок культури на 400 місць, 2 бібліотеки з фондом 16 тисяч книг, дитячі ясла, медамбулаторія, фельдшерсько-акушерський пункт, ветеринарний пункт, відділення зв'язку, ощадна каса, три магазини.

## Сучасність
Господарську діяльність на території села здійснює Товариство з обмеженою відповідальністю «Зерносервіс», шість селянських господарств-одноосібників.
У селі функціонують: середня школа, фельдшерсько-акушерський пункт, Будинок культури, сільська бібліотека, відділення Ощадбанку, поштове відділення, 3 магазини, з яких один магазин-кафе, два магазини змішаного типу, а також орган місцевої влади — сільська рада. Село газифіковане.

## Громада села
Відомі люди, які народилися, жили чи працювали у селі:
- Ярославський Василь Дмитрович (1918—1997) — Голова Верховного Суду УРСР, кавалер ордена Леніна, заслужений юрист України;
- Ярославський Василь Антонович (1941) — кандидат економічних наук, доцент Національний університет біоресурсів і природокористування України; поет; вчений-економіст; автор більше 100 праць;
- Масло Михайло Кирилович (1918—1984) — вчитель, поет, член Національної спілки письменників України;
- Галаган Сергій Ігорович (1958) — Заслужений вчитель РФ;
- Кривоніс Віктор Миколайович (1958) — воїн-інтернаціоналіст, майор запасу Військово-Повітряних Сил України;
- Леміщенко Ніна Кузьмівна (1930) — передова ланкова колишнього колгоспу ім. Кірова.
- Герасименко Ольга Ільківна (1938—2005) — передовий працівник колишнього колгоспу ім. Кірова;
- Палієнко Микола Варфоломійович (1918) — кавалер ордена Леніна, бригадир тракторної бригади колишнього колгоспу ім. Кірова;
- Мірошниченко Микола Васильович (1946) — знатний комбайнер колишнього колгоспу ім. Кірова;
- Ральченко Андрій Петрович (1922-1954) - учасник ВОВ, повний кавалер Ордена Слави.

### Книги
- Історія міст і сіл Української РСР. — К. : Головна редакція УРЕ АН УРСР. — 15 000 прим.

### Сторінки
- Ковалівка на who-is-who.com.ua